# Theodor Sanders (1847)

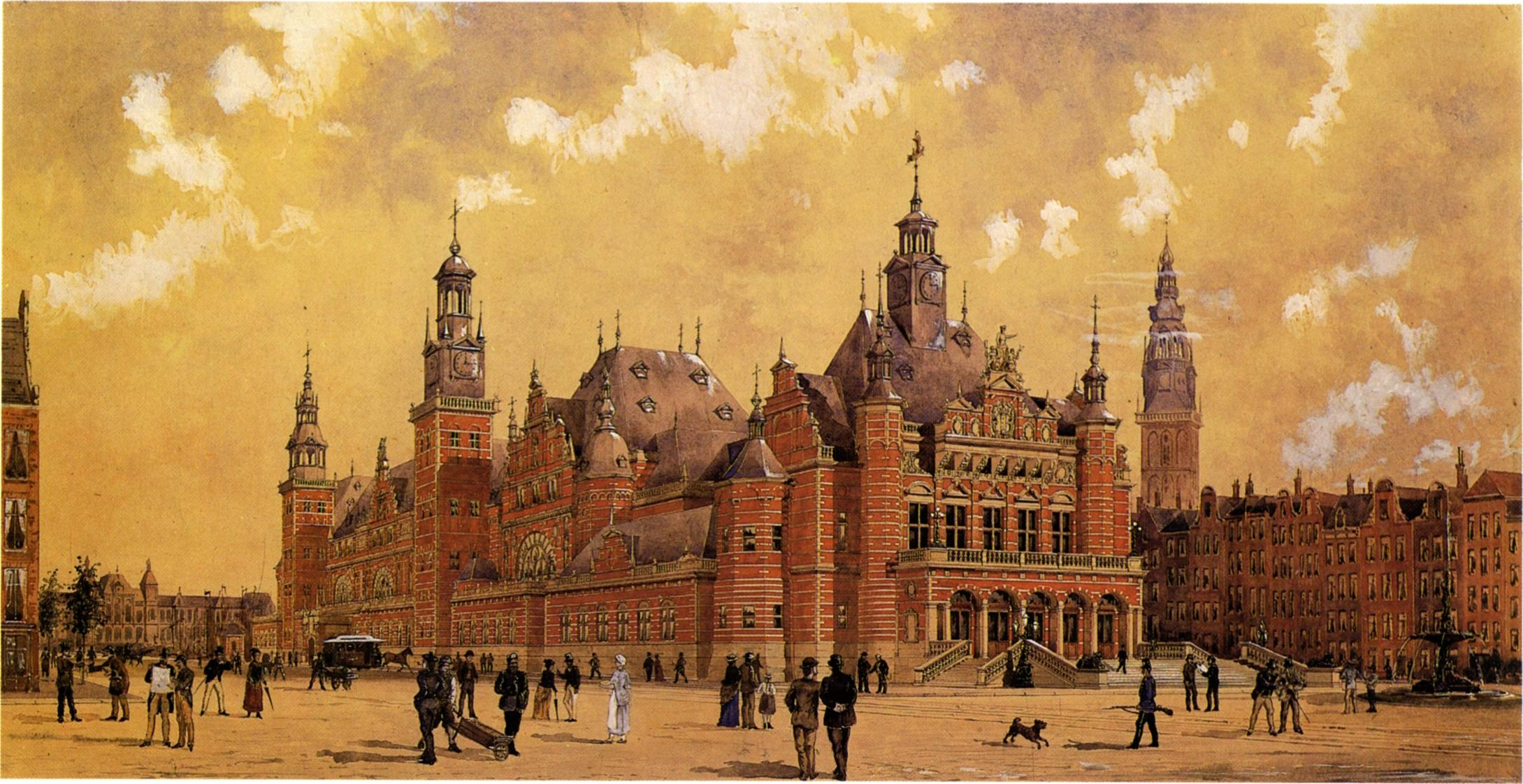
Prijsvraagontwerp voor een beurs in Amsterdam [i.s.m. H.P. Berlage]. 1885.

Theodorus Sanders (Amsterdam, 27 november 1847 – Knowsley, 24 juni 1927) was aanvankelijk architect en daarna vooral tram- en spoorweg-ingenieur met een grote expertise op dat terrein. Hij was directeur van de Noord-Hollandsche Tramweg-Maatschappij (NHT).
Sanders vestigde zich in 1875 als zelfstandig architect. In 1885 werd architect H.P. Berlage als compagnon in het kantoor opgenomen. Het architectenwerk liet Sanders vanaf toen over aan Berlage, omdat zijn belangstelling uitging naar de aanleg van tram- en spoorwegen. In 1884 nam hij samen met Berlage deel aan de internationale prijsvraag voor een beursgebouw in Amsterdam (zie Beurs van Berlage). Hun ontwerp, dat het motto 'Mercaturae' (voor de handel) droeg, behoorde tot de vijf inzendingen die toegelaten werden tot de besloten tweede ronde. Met dit ontwerp, dat voor 1 mei 1885 ingediend moest worden, wonnen Sanders en Berlage de vierde plaats, die goed was voor ƒ 4.000,-. Hun ontwerp werd dus niet uitgevoerd, wat overigens ook gold voor het winnende ontwerp. Pas veel later, in 1896, werd zijn compagnon door de gemeente Amsterdam uitgenodigd om de huidige beurs te ontwerpen.
In 1882 werd de stoomtram van Amsterdam naar Sloterdijk geopend, een initiatief van Sanders.
Sanders kreeg in 1883 een concessie voor aanleg en exploitatie van een stoomtramlijn tussen Amsterdam en Edam. Deze concessie werd ondergebracht in de Noord-Hollandse Tramweg Maatschappij, met Sanders als directeur. In 1888 werd deze tramlijn geopend.
In 1897 kreeg Sanders een concessie voor een tramlijn Amsterdam – Haarlem met aftakkingen naar de Haarlemmermeer. Deze concessie werd in 1898 ondergebracht in de Hollandsche Electrische Spoorwegmaatschappij (HESM). De niet-geplaatste aandelen van deze maatschappij werden op slinkse wijze opgekocht door HSM, terwijl Sanders juist met Staatsspoorwegen in zee was gegaan. Hij was in de knel gekomen in de concurrentieslag tussen de twee grote spoorwegmaatschappijen. Teleurgesteld trok hij zich toen terug.
Na een wethouderschap in Amersfoort verhuisde Sanders naar het Verenigd Koninkrijk, waar hij op 79-jarige leeftijd overleed.